# 10176 Gaiavettori
10176 Gaiavettori (1996 CW7) là một tiểu hành tinh vành đai chính được phát hiện ngày 14 tháng 2 năm 1996 bởi M. Tombelli và U. Munari ở Cima Ekar.